# ATP Tour 1994
L'edizione 1994 dell'ATP Tour è iniziata il 3 gennaio con gli Australian Men's Hardcourt Championships 1994 e il Qatar ExxonMobil Open e si è conclusa il 15 novembre con gli ATP Tour World Championships 1994.
L'ATP Tour consiste in una serie di tornei maschili di tennis organizzati dall'ATP. Questa include i tornei del Grande Slam, la Coppa Davis e la Grand Slam Cup (organizzati in collaborazione con l'International Tennis Federation (ITF)), i tornei dell'ATP Super 9, dell'ATP Championship Series, della World Team Cup,dell'ATP Tour World Championships e dell'ATP World Series.

## Calendario
Legenda
| Grande Slam             |
| ATP Super 9             |
| ATP Championship Series |
| ATP World Series        |
| Torneo a squadre        |
| Torneo di fine anno     |

### Gennaio
| Settimana  | Torneo | Vincitore                                   | Finalista                       | Semifinalisti                     | Eliminati ai quarti                                                 |
| ---------- | --- | ------------------------------------------- | ------------------------------- | --------------------------------- | ------------------------------------------------------------------- |
| 3 gennaio  | Australian Men's Hardcourt Championships 1994 Adelaide, Australia 288 750 $ Cemento Singolare - Doppio      | Evgenij Kafel'nikov 6-4 6-3                 | Aleksandr Volkov                | Patrick Rafter Nicklas Kulti      | Grant Stafford David Rikl Kenneth Carlsen Guillaume Raoux           |
| 3 gennaio  | Australian Men's Hardcourt Championships 1994 Adelaide, Australia 288 750 $ Cemento Singolare - Doppio      | Mark Kratzmann Andrew Kratzmann 6-4 7-5     | David Adams Byron Black         | Patrick Rafter Nicklas Kulti      | Grant Stafford David Rikl Kenneth Carlsen Guillaume Raoux           |
| 3 gennaio  | Qatar ExxonMobil Open 1994 Doha, Qatar 500 000 $ Cemento Singolare - Doppio                                 | Stefan Edberg 6-3 6-2                       | Paul Haarhuis                   | Goran Ivanišević Gilbert Schaller | Andrej Ol'chovskij Stefano Pescosolido Henri Leconte Ronald Agénor  |
| 3 gennaio  | Qatar ExxonMobil Open 1994 Doha, Qatar 500 000 $ Cemento Singolare - Doppio                                 | Olivier Delaître Stéphane Simian 6-3 6-3    | Shelby Cannon Byron Talbot      | Goran Ivanišević Gilbert Schaller | Andrej Ol'chovskij Stefano Pescosolido Henri Leconte Ronald Agénor  |
| 3 gennaio  | Oahu Open 1994 Oahu, HI, USA 288 750 $ Cemento Singolare - Doppio                                           | Wayne Ferreira 6-4 6(3)–7 6-1               | Richey Reneberg                 | Jonathan Stark Robbie Weiss       | Patrick McEnroe Brad Gilbert Jimmy Arias Renzo Furlan               |
| 3 gennaio  | Oahu Open 1994 Oahu, HI, USA 288 750 $ Cemento Singolare - Doppio                                           | Tom Nijssen Cyril Suk 6-4 6-4               | Alex O'Brien Jonathan Stark     | Jonathan Stark Robbie Weiss       | Patrick McEnroe Brad Gilbert Jimmy Arias Renzo Furlan               |
| 10 gennaio | Jakarta Open 1994 Giacarta, Indonesia 288 750 $ Cemento Singolare - Doppio                                  | Michael Chang 6-3 6-3                       | David Rikl                      | Younes El Aynaoui Maurice Ruah    | Robbie Weiss Bing Chao Lin Karim Alami Jean-Philippe Fleurian       |
| 10 gennaio | Jakarta Open 1994 Giacarta, Indonesia 288 750 $ Cemento Singolare - Doppio                                  | Jonas Björkman Neil Borwick 6-4 6-1         | Jorge Lozano Jim Pugh           | Younes El Aynaoui Maurice Ruah    | Robbie Weiss Bing Chao Lin Karim Alami Jean-Philippe Fleurian       |
| 10 gennaio | New South Wales Open 1994 Sydney, Australia 288 750 $ Cemento Singolare - Doppio                            | Pete Sampras 7–6(5) 6-4                     | Ivan Lendl                      | Petr Korda Todd Martin            | Aaron Krickstein Daniel Vacek Nicklas Kulti Richey Reneberg         |
| 10 gennaio | New South Wales Open 1994 Sydney, Australia 288 750 $ Cemento Singolare - Doppio                            | Darren Cahill Sandon Stolle 6-1 7-6         | Mark Kratzmann Laurie Warder    | Petr Korda Todd Martin            | Aaron Krickstein Daniel Vacek Nicklas Kulti Richey Reneberg         |
| 10 gennaio | Heineken Open 1994 Auckland, Nuova Zelanda 288 750 $ Cemento Singolare - Doppio                             | Magnus Gustafsson 6-4 6-0                   | Patrick McEnroe                 | Thomas Enqvist Karsten Braasch    | Tomás Carbonell Brett Steven Marcos Ondruska Jakob Hlasek           |
| 10 gennaio | Heineken Open 1994 Auckland, Nuova Zelanda 288 750 $ Cemento Singolare - Doppio                             | Patrick McEnroe Jared Palmer 6-2 4-6 6-4    | Grant Connell Patrick Galbraith | Thomas Enqvist Karsten Braasch    | Tomás Carbonell Brett Steven Marcos Ondruska Jakob Hlasek           |
| 17 gennaio | Australian Open 1994 Melbourne, Australia Grande Slam 2 646 694 $ Cemento Singolare - Doppio - Doppio misto | Pete Sampras 7–6(4) 6-4 6-4                 | Todd Martin                     | Jim Courier Stefan Edberg         | Magnus Gustafsson Goran Ivanišević Thomas Muster MaliVai Washington |
| 17 gennaio | Australian Open 1994 Melbourne, Australia Grande Slam 2 646 694 $ Cemento Singolare - Doppio - Doppio misto | Jacco Eltingh Paul Haarhuis 6-7 6-3 6-4 6-3 | Byron Black Jonathan Stark      | Jim Courier Stefan Edberg         | Magnus Gustafsson Goran Ivanišević Thomas Muster MaliVai Washington |
| 31 gennaio | Dubai Tennis Championships 1994 Dubai, Emirati Arabi Uniti 1 013 750 $ Cemento Singolare - Doppio           | Magnus Gustafsson 6-4 6-2                   | Sergi Bruguera                  | Wayne Ferreira Aleksandr Volkov   | Marc-Kevin Goellner Petr Korda Ivan Lendl Henrik Holm               |
| 31 gennaio | Dubai Tennis Championships 1994 Dubai, Emirati Arabi Uniti 1 013 750 $ Cemento Singolare - Doppio           | Todd Woodbridge Mark Woodforde 6-7 6-4 6-2  | Darren Cahill John Fitzgerald   | Wayne Ferreira Aleksandr Volkov   | Marc-Kevin Goellner Petr Korda Ivan Lendl Henrik Holm               |
| 31 gennaio | Open 13 1994 Marsiglia, Francia 513 750 $ Cemento Singolare - Doppio                                        | Marc Rosset 7–6(6) 7–6(4)                   | Arnaud Boetsch                  | Michael Stich Diego Nargiso       | Jonas Björkman David Rikl Henri Leconte Tomás Carbonell             |
| 31 gennaio | Open 13 1994 Marsiglia, Francia 513 750 $ Cemento Singolare - Doppio                                        | Jan Siemerink Daniel Vacek 6-7 6-4 6-1      | Martin Damm Evgenij Kafel'nikov | Michael Stich Diego Nargiso       | Jonas Björkman David Rikl Henri Leconte Tomás Carbonell             |
| 31 gennaio | San Jose Open 1994 San Jose, California, USA 288 750 $ Cemento Singolare - Doppio                           | Renzo Furlan 3-6 6-3 7-5                    | Michael Chang                   | Karsten Braasch Richey Reneberg   | Jean-Philippe Fleurian Bryan Shelton Jeff Tarango Brian MacPhie     |
| 31 gennaio | San Jose Open 1994 San Jose, California, USA 288 750 $ Cemento Singolare - Doppio                           | Rick Leach Jared Palmer 4-6 6-4 6-4         | Byron Black Jonathan Stark      | Karsten Braasch Richey Reneberg   | Jean-Philippe Fleurian Bryan Shelton Jeff Tarango Brian MacPhie     |

### Febbraio
| Settimana   | Torneo | Vincitore                                   | Finalista                       | Semifinalisti                          | Eliminati ai quarti                                                  |
| ----------- | --- | ------------------------------------------- | ------------------------------- | -------------------------------------- | -------------------------------------------------------------------- |
| 7 febbraio  | Milan Indoor 1994 Milano, Italia 688 750 $ - Sintetico indoor Singolare - Doppio                                                | Boris Becker 6-2 3-6 6-3                    | Petr Korda                      | Ronald Agénor Sergi Bruguera           | Wally Masur Cédric Pioline Goran Ivanišević Karel Nováček            |
| 7 febbraio  | Milan Indoor 1994 Milano, Italia 688 750 $ - Sintetico indoor Singolare - Doppio                                                | Tom Nijssen Cyril Suk 4-6 7-6 7-6           | Hendrik Jan Davids Piet Norval  | Ronald Agénor Sergi Bruguera           | Wally Masur Cédric Pioline Goran Ivanišević Karel Nováček            |
| 7 febbraio  | Kroger St. Jude International 1994 Memphis, Tennessee, USA 675 000 $ - Cemento Singolare - Doppio                               | Todd Martin 6-4 7-5                         | Brad Gilbert                    | Patrick McEnroe Alex O'Brien           | Jim Courier Thomas Enqvist Karsten Braasch Paul Haarhuis             |
| 7 febbraio  | Kroger St. Jude International 1994 Memphis, Tennessee, USA 675 000 $ - Cemento Singolare - Doppio                               | Byron Black Jonathan Stark 7-6, 6-4         | Jim Grabb Jared Palmer          | Patrick McEnroe Alex O'Brien           | Jim Courier Thomas Enqvist Karsten Braasch Paul Haarhuis             |
| 14 febbraio | U.S. Pro Indoor 1994 Filadelfia, Pennsylvania, USA 588 750 $ - Sintetico indoor Singolare - Doppio                              | Michael Chang 6-3 6-2                       | Paul Haarhuis                   | Jaime Yzaga Jim Courier                | Jacco Eltingh Jim Grabb Jonathan Stark Andrej Česnokov               |
| 14 febbraio | U.S. Pro Indoor 1994 Filadelfia, Pennsylvania, USA 588 750 $ - Sintetico indoor Singolare - Doppio                              | Jacco Eltingh Paul Haarhuis 6-3 6-4         | Jim Grabb Jared Palmer          | Jaime Yzaga Jim Courier                | Jacco Eltingh Jim Grabb Jonathan Stark Andrej Česnokov               |
| 14 febbraio | Stuttgart Championship Series 1994 Stoccarda, Germania 2 125 000 $ - Sintetico indoor Singolare - Doppio                        | Stefan Edberg 4-6 6-4 6-2 6-2               | Goran Ivanišević                | Boris Becker Sergi Bruguera            | Michael Stich Henri Leconte Magnus Gustafsson Arnaud Boetsch         |
| 14 febbraio | Stuttgart Championship Series 1994 Stoccarda, Germania 2 125 000 $ - Sintetico indoor Singolare - Doppio                        | David Adams Andrej Ol'chovskij 6-7 6-4 7-6  | Grant Connell Patrick Galbraith | Boris Becker Sergi Bruguera            | Michael Stich Henri Leconte Magnus Gustafsson Arnaud Boetsch         |
| 21 febbraio | Rotterdam Open 1994 Rotterdam, Paesi Bassi 575 000 $ - Sintetico indoor Singolare - Doppio                                      | Michael Stich 4-6 6-3 6-0                   | Wayne Ferreira                  | Paul Haarhuis Goran Ivanišević         | Rodolphe Gilbert Aleksandr Volkov Evgenij Kafel'nikov Jonas Svensson |
| 21 febbraio | Rotterdam Open 1994 Rotterdam, Paesi Bassi 575 000 $ - Sintetico indoor Singolare - Doppio                                      | Jeremy Bates Jonas Björkman 6-4 6-1         | Jacco Eltingh Paul Haarhuis     | Paul Haarhuis Goran Ivanišević         | Rodolphe Gilbert Aleksandr Volkov Evgenij Kafel'nikov Jonas Svensson |
| 21 febbraio | Nuveen Championships 1994 Scottsdale, Arizona, USA 288 750 $ - Cemento Singolare - Doppio                                       | Andre Agassi 6-4 6-3                        | Luiz Mattar                     | Karsten Braasch MaliVai Washington     | Jordi Burillo Brad Gilbert Chuck Adams Stefano Pescosolido           |
| 21 febbraio | Nuveen Championships 1994 Scottsdale, Arizona, USA 288 750 $ - Cemento Singolare - Doppio                                       | Jan Apell Ken Flach 6-0 6-4                 | Alex O'Brien Sandon Stolle      | Karsten Braasch MaliVai Washington     | Jordi Burillo Brad Gilbert Chuck Adams Stefano Pescosolido           |
| 21 febbraio | Abierto Mexicano de Tenis 1994 Città del Messico, Messico 300 000 $ - Terra Singolare - Doppio                                  | Thomas Muster 6-3 6-1                       | Roberto Jabali                  | Àlex Corretja Maurice Ruah             | Mark Petchey Sláva Doseděl David Rikl Bryan Shelton                  |
| 21 febbraio | Abierto Mexicano de Tenis 1994 Città del Messico, Messico 300 000 $ - Terra Singolare - Doppio                                  | Francisco Montana Bryan Shelton 6-3 6-4     | Luke Jensen Murphy Jensen       | Àlex Corretja Maurice Ruah             | Mark Petchey Sláva Doseděl David Rikl Bryan Shelton                  |
| 28 febbraio | Copenaghen Open 1994 Copenaghen, Danimarca 188 750 $ - Sintetico Singolare - Doppio                                             | Evgenij Kafel'nikov 6-3 7-5                 | Daniel Vacek                    | Alex Antonitsch Jean-Philippe Fleurian | Magnus Gustafsson Patrick Baur Kenneth Carlsen Andrej Ol'chovskij    |
| 28 febbraio | Copenaghen Open 1994 Copenaghen, Danimarca 188 750 $ - Sintetico Singolare - Doppio                                             | Martin Damm Brett Steven 6-3 6-4            | David Prinosil Udo Riglewski    | Alex Antonitsch Jean-Philippe Fleurian | Magnus Gustafsson Patrick Baur Kenneth Carlsen Andrej Ol'chovskij    |
| 28 febbraio | Newsweek Champions Cup and the State Farm Evert Cup 1994 Indian Wells, California, USA 1 470 000 $ - Cemento Singolare - Doppio | Pete Sampras 4-6 6-3 3-6 6-3 6-2            | Petr Korda                      | Stefan Edberg Aaron Krickstein         | Thomas Muster Darren Cahill Aleksandr Volkov Carlos Costa            |
| 28 febbraio | Newsweek Champions Cup and the State Farm Evert Cup 1994 Indian Wells, California, USA 1 470 000 $ - Cemento Singolare - Doppio | Grant Connell Patrick Galbraith 3-6 6-1 7-6 | Byron Black Jonathan Stark      | Stefan Edberg Aaron Krickstein         | Thomas Muster Darren Cahill Aleksandr Volkov Carlos Costa            |

### Marzo
| Settimana | Torneo                                                                                                   | Vincitore                                     | Finalista                         | Semifinalisti                      | Eliminati ai quarti                                               |
| --------- | --- | --------------------------------------------- | --------------------------------- | ---------------------------------- | ----------------------------------------------------------------- |
| 1 marzo   | Champions Cup and the Evert Cup 1994 Indian Wells, USA 1 470 000 $ - Sintetico indoor Singolare - Doppio | Pete Sampras 4-6, 6-3, 3-6, 6-3, 6-2          | Petr Korda                        | Stefan Edberg Aaron Krickstein     | Darren Cahill Carlos Costa Thomas Muster Aleksandr Volkov         |
| 1 marzo   | Champions Cup and the Evert Cup 1994 Indian Wells, USA 1 470 000 $ - Sintetico indoor Singolare - Doppio | Grant Connell Patrick Galbraith 3-6, 6-1, 7-6 | Byron Black Jonathan Stark        | Stefan Edberg Aaron Krickstein     | Darren Cahill Carlos Costa Thomas Muster Aleksandr Volkov         |
| 7 marzo   | Saragozza Open 1994 Saragozza, Spagna 200 000 $ - Sintetico indoor Singolare - Doppio                    | Magnus Larsson 6-4 6-4                        | Lars Rehmann                      | Tomas Nydahl Anders Järryd         | Gianluca Pozzi Evgenij Kafel'nikov Patrik Kühnen David Prinosil   |
| 7 marzo   | Saragozza Open 1994 Saragozza, Spagna 200 000 $ - Sintetico indoor Singolare - Doppio                    | Henrik Holm Anders Järryd 7-5 6-2             | Martin Damm Karel Nováček         | Tomas Nydahl Anders Järryd         | Gianluca Pozzi Evgenij Kafel'nikov Patrik Kühnen David Prinosil   |
| 11 marzo  | Miami Open 1994 Miami, Florida, USA 1 625 000 $ - Cemento Singolare - Doppio                             | Pete Sampras 5-7 6-3 6-3                      | Andre Agassi                      | Jim Courier Patrick Rafter         | Petr Korda Goran Ivanišević Jim Grabb Stefan Edberg               |
| 11 marzo  | Miami Open 1994 Miami, Florida, USA 1 625 000 $ - Cemento Singolare - Doppio                             | Jacco Eltingh Paul Haarhuis 6-2 6-2           | Mark Knowles Jared Palmer         | Jim Courier Patrick Rafter         | Petr Korda Goran Ivanišević Jim Grabb Stefan Edberg               |
| 14 marzo  | Grand Prix Hassan II 1994 Casablanca, Marocco 188 750 $ - Terra Singolare - Doppio                       | Renzo Furlan 6-2 6-2                          | Karim Alami                       | Gilbert Schaller Younes El Aynaoui | Tomás Carbonell Martin Sinner Dmitrij Poljakov Óscar Martínez     |
| 14 marzo  | Grand Prix Hassan II 1994 Casablanca, Marocco 188 750 $ - Terra Singolare - Doppio                       | David Adams Menno Oosting 6-3 6-4             | Cristian Brandi Federico Mordegan | Gilbert Schaller Younes El Aynaoui | Tomás Carbonell Martin Sinner Dmitrij Poljakov Óscar Martínez     |
| 28 marzo  | ATP Osaka 1994 Osaka, Giappone 625 000 $ - Cemento Singolare - Doppio                                    | Pete Sampras 6-2 6-2                          | Lionel Roux                       | Andre Agassi Henrik Holm           | Guillaume Raoux David Wheaton Aaron Krickstein Michael Chang      |
| 28 marzo  | ATP Osaka 1994 Osaka, Giappone 625 000 $ - Cemento Singolare - Doppio                                    | Martin Damm Sandon Stolle 6-4 6-4             | David Adams Andrej Ol'chovskij    | Andre Agassi Henrik Holm           | Guillaume Raoux David Wheaton Aaron Krickstein Michael Chang      |
| 28 marzo  | Estoril Open 1994 Estoril, Portogallo 500 000 $ - Terra Singolare - Doppio                               | Carlos Costa 4-6 7-5 6-4                      | Andrij Medvedjev                  | Albert Costa Javier Sánchez        | Sergi Bruguera Andrea Gaudenzi Emilio Sánchez Alberto Berasategui |
| 28 marzo  | Estoril Open 1994 Estoril, Portogallo 500 000 $ - Terra Singolare - Doppio                               | Cristian Brandi Federico Mordegan W/O         | Richard Krajicek Menno Oosting    | Albert Costa Javier Sánchez        | Sergi Bruguera Andrea Gaudenzi Emilio Sánchez Alberto Berasategui |
| 28 marzo  | South African Open 1994 Sun City, Sudafrica 288 750 $ - Cemento Singolare - Doppio                       | Markus Zoecke 6-4 6-1                         | Hendrik Dreekmann                 | Aleksandr Volkov Jakob Hlasek      | Mark Petchey Marcos Ondruska Thomas Muster Christian Bergström    |
| 28 marzo  | South African Open 1994 Sun City, Sudafrica 288 750 $ - Cemento Singolare - Doppio                       | Marius Barnard Brent Haygarth 6-3 7-5         | Ellis Ferreira Grant Stafford     | Aleksandr Volkov Jakob Hlasek      | Mark Petchey Marcos Ondruska Thomas Muster Christian Bergström    |

### Aprile
| Settimana | Torneo | Vincitore                                        | Finalista                           | Semifinalisti                     | Eliminati ai quarti                                          |
| --------- | --- | ------------------------------------------------ | ----------------------------------- | --------------------------------- | ------------------------------------------------------------ |
| 4 aprile  | Torneo Godó 1994 Barcellona, Spagna 775 000 $ - Terra Singolare - Doppio                                     | Richard Krajicek 6-4 7–6(6) 6-2                  | Carlos Costa                        | Àlex Corretja Ronald Agénor       | Jordi Arrese Tomás Carbonell Andrea Gaudenzi Sergi Bruguera  |
| 4 aprile  | Torneo Godó 1994 Barcellona, Spagna 775 000 $ - Terra Singolare - Doppio                                     | Evgenij Kafel'nikov David Rikl 6-3 6-4           | Jim Courier Javier Sánchez          | Àlex Corretja Ronald Agénor       | Jordi Arrese Tomás Carbonell Andrea Gaudenzi Sergi Bruguera  |
| 4 aprile  | Japan Open Tennis Championships 1994 Tokyo, Giappone 928 750 $ - Cemento Singolare - Doppio                  | Pete Sampras 6-4 6-2                             | Michael Chang                       | Henrik Holm Boris Becker          | Patrick Rafter Ivan Lendl Brad Gilbert David Wheaton         |
| 4 aprile  | Japan Open Tennis Championships 1994 Tokyo, Giappone 928 750 $ - Cemento Singolare - Doppio                  | Henrik Holm Anders Järryd 6-4 6-2                | Sébastien Lareau Patrick McEnroe    | Henrik Holm Boris Becker          | Patrick Rafter Ivan Lendl Brad Gilbert David Wheaton         |
| 11 aprile | Hong Kong Open 1994 Hong Kong, Hong Kong 295 000 $ - Cemento Singolare - Doppio                              | Michael Chang 6-1 6-3                            | Patrick Rafter                      | Brad Gilbert Ivan Lendl           | Michael Tebbutt Jamie Morgan Martin Damm Greg Rusedski       |
| 11 aprile | Hong Kong Open 1994 Hong Kong, Hong Kong 295 000 $ - Cemento Singolare - Doppio                              | Jim Grabb Brett Steven W/O                       | Jonas Björkman Patrick Rafter       | Brad Gilbert Ivan Lendl           | Michael Tebbutt Jamie Morgan Martin Damm Greg Rusedski       |
| 11 aprile | ATP Nizza 1994 Nizza, Francia 288 750 $ - Terra Singolare - Doppio                                           | Alberto Berasategui 6-4 6-2                      | Jim Courier                         | Sláva Doseděl Marc Rosset         | Stefan Edberg Thierry Guardiola Jordi Arrese Wayne Ferreira  |
| 11 aprile | ATP Nizza 1994 Nizza, Francia 288 750 $ - Terra Singolare - Doppio                                           | Javier Sánchez Mark Woodforde 7-5 6-3            | Hendrik Jan Davids Piet Norval      | Sláva Doseděl Marc Rosset         | Stefan Edberg Thierry Guardiola Jordi Arrese Wayne Ferreira  |
| 11 aprile | U.S. Men's Clay Court Championships 1994 Birmingham, Alabama, USA 288 750 $ - Terra rossa Singolare - Doppio | Jason Stoltenberg 6-3 6-4                        | Gabriel Markus                      | Marcelo Filippini Jared Palmer    | David Witt Jacco Eltingh Daniel Orsanic José Francisco Altur |
| 11 aprile | U.S. Men's Clay Court Championships 1994 Birmingham, Alabama, USA 288 750 $ - Terra rossa Singolare - Doppio | Richey Reneberg Christo van Rensburg 2-6 6-3 6-2 | Brian MacPhie David Witt            | Marcelo Filippini Jared Palmer    | David Witt Jacco Eltingh Daniel Orsanic José Francisco Altur |
| 18 aprile | Seoul Open 1994 Seul, Corea del Sud 188 750 $ - Cemento Singolare - Doppio                                   | Jeremy Bates 6-4 6(6)–7 6-3                      | Jörn Renzenbrink                    | Jeff Tarango Jan Siemerink        | Markus Zoecke Brett Steven Jamie Morgan Chuck Adams          |
| 18 aprile | Seoul Open 1994 Seul, Corea del Sud 188 750 $ - Cemento Singolare - Doppio                                   | Stéphane Simian Kenny Thorne 6-4, 3-6, 7-5       | Kent Kinnear Sébastien Lareau       | Jeff Tarango Jan Siemerink        | Markus Zoecke Brett Steven Jamie Morgan Chuck Adams          |
| 18 aprile | Monte Carlo Open 1994 Monte Carlo, Monaco 1 470 000 $ - Terra Singolare - Doppio                             | Andrij Medvedjev 7-5 6-1 6-3                     | Sergi Bruguera                      | Evgenij Kafel'nikov Stefan Edberg | David Rikl Jim Courier Goran Ivanišević Thomas Muster        |
| 18 aprile | Monte Carlo Open 1994 Monte Carlo, Monaco 1 470 000 $ - Terra Singolare - Doppio                             | Nicklas Kulti Magnus Larsson 3-6 7-6 6-4         | Evgenij Kafel'nikov Daniel Vacek    | Evgenij Kafel'nikov Stefan Edberg | David Rikl Jim Courier Goran Ivanišević Thomas Muster        |
| 25 aprile | AT&T Challenge 1994 Atlanta, Georgia, USA 288 750 $ - Terra Singolare - Doppio                               | Michael Chang 6(4)–7 7–6(4) 6-0                  | Todd Martin                         | MaliVai Washington Wade McGuire   | Christian Bergström Andre Agassi Lars Jonsson Mats Wilander  |
| 25 aprile | AT&T Challenge 1994 Atlanta, Georgia, USA 288 750 $ - Terra Singolare - Doppio                               | Jared Palmer Richey Reneberg 4-6 7-6 6-4         | Francisco Montana Jim Pugh          | MaliVai Washington Wade McGuire   | Christian Bergström Andre Agassi Lars Jonsson Mats Wilander  |
| 25 aprile | Internazionali di Tennis di Baviera 1994 Monaco di Baviera, Germania 400 000 $ - Terra Singolare - Doppio    | Michael Stich 6-2 2-6 6-3                        | Petr Korda                          | Andrej Česnokov Bernd Karbacher   | Wayne Ferreira David Rikl Magnus Gustafsson Amos Mansdorf    |
| 25 aprile | Internazionali di Tennis di Baviera 1994 Monaco di Baviera, Germania 400 000 $ - Terra Singolare - Doppio    | Evgenij Kafel'nikov David Rikl 7-6 7-5           | Boris Becker Petr Korda             | Andrej Česnokov Bernd Karbacher   | Wayne Ferreira David Rikl Magnus Gustafsson Amos Mansdorf    |
| 25 aprile | Madrid Tennis Grand Prix 1994 Madrid, Spagna 775 000 $ - Terra Singolare - Doppio                            | Thomas Muster 6-2 3-6 6-4 7-5                    | Sergi Bruguera                      | Jaime Yzaga Àlex Corretja         | Stefan Edberg Ivan Lendl Carlos Costa Jakob Hlasek           |
| 25 aprile | Madrid Tennis Grand Prix 1994 Madrid, Spagna 775 000 $ - Terra Singolare - Doppio                            | Rikard Bergh Menno Oosting 6-3 6-4               | Jean-Philippe Fleurian Jakob Hlasek | Jaime Yzaga Àlex Corretja         | Stefan Edberg Ivan Lendl Carlos Costa Jakob Hlasek           |

### Maggio
| Settimana | Torneo | Vincitore                                  | Finalista                     | Semifinalisti                     | Eliminati ai quarti                                              |
| --------- | --- | ------------------------------------------ | ----------------------------- | --------------------------------- | ---------------------------------------------------------------- |
| 2 maggio  | ATP German Open 1994 Amburgo, Germania 1 470 000 $ - Terra Singolare - Doppio                              | Andrij Medvedjev 6-4 6-4 3-6 6-3           | Evgenij Kafel'nikov           | Michael Stich Javier Sánchez      | Carlos Costa Richard Krajicek Magnus Gustafsson Jacco Eltingh    |
| 2 maggio  | ATP German Open 1994 Amburgo, Germania 1 470 000 $ - Terra Singolare - Doppio                              | Scott Melville Piet Norval 7-6 6-3         | Henrik Holm Anders Järryd     | Michael Stich Javier Sánchez      | Carlos Costa Richard Krajicek Magnus Gustafsson Jacco Eltingh    |
| 2 maggio  | USTA Clay Court Classic 1994 Pinehurst, USA 250 000 $ - Terra rossa Singolare - Doppio                     | Jared Palmer 6-4 7–6(5)                    | Todd Martin                   | Mats Wilander Mark Woodforde      | Fabrice Santoro Vince Spadea Franco Davín Francisco Clavet       |
| 2 maggio  | USTA Clay Court Classic 1994 Pinehurst, USA 250 000 $ - Terra rossa Singolare - Doppio                     | Todd Woodbridge Mark Woodforde 6-2 3-6 6-3 | Jared Palmer Richey Reneberg  | Mats Wilander Mark Woodforde      | Fabrice Santoro Vince Spadea Franco Davín Francisco Clavet       |
| 9 maggio  | Internazionali d'Italia 1994 Roma, Italia 1 750 000 $ - Terra Singolare - Doppio                           | Pete Sampras 6-1 6-2 6-2                   | Boris Becker                  | Sláva Doseděl Goran Ivanišević    | Andrea Gaudenzi Jim Courier Jacco Eltingh Michael Stich          |
| 9 maggio  | Internazionali d'Italia 1994 Roma, Italia 1 750 000 $ - Terra Singolare - Doppio                           | Evgenij Kafel'nikov David Rikl 6-1 7-5     | Wayne Ferreira Javier Sánchez | Sláva Doseděl Goran Ivanišević    | Andrea Gaudenzi Jim Courier Jacco Eltingh Michael Stich          |
| 9 maggio  | International Tennis Championships 1994 Coral Springs, Florida, USA 215 000 $ - Cemento Singolare - Doppio | Luiz Mattar 6-4 3-6 6-3                    | Jamie Morgan                  | Fernando Meligeni Mark Woodforde  | Jared Palmer Franco Davín Bryan Shelton Ivan Lendl               |
| 9 maggio  | International Tennis Championships 1994 Coral Springs, Florida, USA 215 000 $ - Cemento Singolare - Doppio | Lan Bale Brett Steven 6-3 7-5              | Ken Flach Stéphane Simian     | Fernando Meligeni Mark Woodforde  | Jared Palmer Franco Davín Bryan Shelton Ivan Lendl               |
| 16 maggio | ATP Bologna Outdoor 1994 Bologna, Italia 288 750 $ - Terra Singolare - Doppio                              | Javier Sánchez 7–6(3) 4-6 6-3              | Alberto Berasategui           | Sláva Doseděl Stefano Pescosolido | Federico Mordegan Andrea Gaudenzi Jordi Burillo Jeff Tarango     |
| 16 maggio | ATP Bologna Outdoor 1994 Bologna, Italia 288 750 $ - Terra Singolare - Doppio                              | John Fitzgerald Patrick Rafter 6-3 6-3     | Vojtěch Flégl Andrew Florent  | Sláva Doseděl Stefano Pescosolido | Federico Mordegan Andrea Gaudenzi Jordi Burillo Jeff Tarango     |
| 16 maggio | World Team Cup 1994                                                                                        | Germania 2-1                               | Spagna                        |                                   |                                                                  |
| 23 maggio | Open di Francia 1994 Parigi, Francia Grand Slam 4 090 101 $ Cemento Singolare - Doppio - Doppio misto      | Sergi Bruguera 6-3 7-5 2-6 6-1             | Alberto Berasategui           | Jim Courier Magnus Larsson        | Pete Sampras Andrij Medvedjev Goran Ivanišević Hendrik Dreekmann |
| 23 maggio | Open di Francia 1994 Parigi, Francia Grand Slam 4 090 101 $ Cemento Singolare - Doppio - Doppio misto      | Byron Black Jonathan Stark 6-4 7-6         | Jan Apell Jonas Björkman      | Jim Courier Magnus Larsson        | Pete Sampras Andrij Medvedjev Goran Ivanišević Hendrik Dreekmann |

### Giugno
| Settimana | Torneo | Vincitore                                     | Finalista                       | Semifinalisti                   | Eliminati ai quarti                                                    |
| --------- | --- | --------------------------------------------- | ------------------------------- | ------------------------------- | ---------------------------------------------------------------------- |
| 6 giugno  | ATP Firenze 1994 Firenze, Italia 288 750 $ - Terra Singolare - Doppio                                           | Marcelo Filippini 3-6 6-3 6-3                 | Richard Fromberg                | Paolo Canè Bernd Karbacher      | Marc-Kevin Goellner Horacio de la Peña Gabriel Markus Francisco Clavet |
| 6 giugno  | ATP Firenze 1994 Firenze, Italia 288 750 $ - Terra Singolare - Doppio                                           | Jon Ireland Kenny Thorne 7-6 6-3              | Neil Broad Greg Van Emburgh     | Paolo Canè Bernd Karbacher      | Marc-Kevin Goellner Horacio de la Peña Gabriel Markus Francisco Clavet |
| 6 giugno  | Queen's Club Championships 1994 Londra, Gran Bretagna 600 000 $ - Erba Singolare - Doppio                       | Todd Martin 7–6(4) 7–6(4)                     | Pete Sampras                    | Jan Apell Christo van Rensburg  | Wayne Ferreira Jeremy Bates Stefan Edberg Jamie Morgan                 |
| 6 giugno  | Queen's Club Championships 1994 Londra, Gran Bretagna 600 000 $ - Erba Singolare - Doppio                       | Jan Apell Jonas Björkman 5-7 7-6 6-4          | Todd Woodbridge Mark Woodforde  | Jan Apell Christo van Rensburg  | Wayne Ferreira Jeremy Bates Stefan Edberg Jamie Morgan                 |
| 6 giugno  | Rosmalen Grass Court Championships 1994 Rosmalen, Paesi Bassi 288 750 $ - Erba Singolare - Doppio               | Richard Krajicek 6-3 6-4                      | Karsten Braasch                 | Henri Leconte David Adams       | Alex Antonitsch Simon Youl Wally Masur Jacco Eltingh                   |
| 6 giugno  | Rosmalen Grass Court Championships 1994 Rosmalen, Paesi Bassi 288 750 $ - Erba Singolare - Doppio               | Stephen Noteboom Fernon Wibier 6-3 1-6 7-6    | Diego Nargiso Peter Nyborg      | Henri Leconte David Adams       | Alex Antonitsch Simon Youl Wally Masur Jacco Eltingh                   |
| 13 giugno | Halle Open 1994 Halle, Germania 500 000 $ - Erba Singolare - Doppio                                             | Michael Stich 6-4 4-6 6-3                     | Magnus Larsson                  | Wally Masur Evgenij Kafel'nikov | Henri Leconte Jakob Hlasek Jim Courier Marc-Kevin Goellner             |
| 13 giugno | Halle Open 1994 Halle, Germania 500 000 $ - Erba Singolare - Doppio                                             | Olivier Delaître Guy Forget 6-4 6-7 6-4       | Henri Leconte Gary Muller       | Wally Masur Evgenij Kafel'nikov | Henri Leconte Jakob Hlasek Jim Courier Marc-Kevin Goellner             |
| 13 giugno | ATP St. Pölten 1994 St. Poelten, Austria 300 000 $ - Terra Singolare - Doppio                                   | Thomas Muster 4-6 6-2 6-4                     | Tomás Carbonell                 | Francisco Roig Sláva Doseděl    | Wolfgang Schranz Karol Kučera Francisco Clavet Gilad Bloom             |
| 13 giugno | ATP St. Pölten 1994 St. Poelten, Austria 300 000 $ - Terra Singolare - Doppio                                   | Vojtěch Flégl Andrew Florent 3-6 6-1 6-4      | Adam Malik Jeff Tarango         | Francisco Roig Sláva Doseděl    | Wolfgang Schranz Karol Kučera Francisco Clavet Gilad Bloom             |
| 13 giugno | Manchester Open 1994 Manchester, Gran Bretagna 290 000 $ - Erba Singolare - Doppio                              | Patrick Rafter 7–6(5) 7–6(4)                  | Wayne Ferreira                  | Jason Stoltenberg Karel Nováček | Greg Rusedski Alex O'Brien Mark Petchey Jacco Eltingh                  |
| 13 giugno | Manchester Open 1994 Manchester, Gran Bretagna 290 000 $ - Erba Singolare - Doppio                              | Rick Leach Danie Visser 6-4 4-6 7-6           | Scott Davis Trevor Kronemann    | Jason Stoltenberg Karel Nováček | Greg Rusedski Alex O'Brien Mark Petchey Jacco Eltingh                  |
| 20 giugno | Torneo di Wimbledon 1994 Londra, Gran Bretagna Grand Slam 3 920 625 $ Cemento Singolare - Doppio - Doppio misto | Pete Sampras 7–6(2) 7–6(5) 6-0                | Goran Ivanišević                | Todd Martin Boris Becker        | Michael Chang Wayne Ferreira Guy Forget Christian Bergström            |
| 20 giugno | Torneo di Wimbledon 1994 Londra, Gran Bretagna Grand Slam 3 920 625 $ Cemento Singolare - Doppio - Doppio misto | Todd Woodbridge Mark Woodforde 7–6(3) 6-3 6-1 | Grant Connell Patrick Galbraith | Todd Martin Boris Becker        | Michael Chang Wayne Ferreira Guy Forget Christian Bergström            |

### Luglio
| Settimana | Torneo                                                                                                | Vincitore                                 | Finalista                      | Semifinalisti                           | Eliminati ai quarti                                              |
| --------- | --- | ----------------------------------------- | ------------------------------ | --------------------------------------- | ---------------------------------------------------------------- |
| 4 luglio  | Swiss Open Gstaad 1994 Gstaad, Svizzera 450 000 $ - Terra Singolare - Doppio                          | Sergi Bruguera 3-6 7-5 6-2 6-1            | Guy Forget                     | Andrea Gaudenzi Evgenij Kafel'nikov     | Emilio Sánchez Marcelo Ríos Thomas Muster Arnaud Boetsch         |
| 4 luglio  | Swiss Open Gstaad 1994 Gstaad, Svizzera 450 000 $ - Terra Singolare - Doppio                          | Sergio Casal Emilio Sánchez 7-6 6-4       | Menno Oosting Daniel Vacek     | Andrea Gaudenzi Evgenij Kafel'nikov     | Emilio Sánchez Marcelo Ríos Thomas Muster Arnaud Boetsch         |
| 4 luglio  | Hall of Fame Tennis Championships 1994 Newport, Rhode Island, USA 215 000 $ - Erba Singolare - Doppio | David Wheaton 6-4 3-6 7–6(5)              | Todd Woodbridge                | Mark Petchey Byron Black                | David Witt David Prinosil Mark Kaplan Jason Stoltenberg          |
| 4 luglio  | Hall of Fame Tennis Championships 1994 Newport, Rhode Island, USA 215 000 $ - Erba Singolare - Doppio | Alex Antonitsch Greg Rusedski 6-4 3-6 6-4 | Kent Kinnear David Wheaton     | Mark Petchey Byron Black                | David Witt David Prinosil Mark Kaplan Jason Stoltenberg          |
| 4 luglio  | Swedish Open 1994 Båstad, Svezia 288 750 $ - Terra Singolare - Doppio                                 | Bernd Karbacher 6-4 6-3                   | Horst Skoff                    | Richard Fromberg Jean-Philippe Fleurian | Jan Apell Daniel Orsanic Tomás Carbonell Andrej Česnokov         |
| 4 luglio  | Swedish Open 1994 Båstad, Svezia 288 750 $ - Terra Singolare - Doppio                                 | Jan Apell Jonas Björkman 6-2 6-3          | Nicklas Kulti Mikael Tillström | Richard Fromberg Jean-Philippe Fleurian | Jan Apell Daniel Orsanic Tomás Carbonell Andrej Česnokov         |
| 18 luglio | Mercedes Cup 1994 Stoccarda, Germania 915 000 $ - Terra Singolare - Doppio                            | Alberto Berasategui 7-5 6-3 7–6(5)        | Andrea Gaudenzi                | Andrej Česnokov Bernd Karbacher         | Michael Stich Thomas Muster Evgenij Kafel'nikov Lars Jonsson     |
| 18 luglio | Mercedes Cup 1994 Stoccarda, Germania 915 000 $ - Terra Singolare - Doppio                            | Scott Melville Piet Norval 7-6 6-4        | Jacco Eltingh Paul Haarhuis    | Andrej Česnokov Bernd Karbacher         | Michael Stich Thomas Muster Evgenij Kafel'nikov Lars Jonsson     |
| 18 luglio | Washington Open 1994 Washington, USA 525 000 $ - Cemento Singolare - Doppio                           | Stefan Edberg 6-4 6-2                     | Jason Stoltenberg              | David Wheaton Byron Black               | Michael Tebbutt Brett Steven Thomas Enqvist Aaron Krickstein     |
| 18 luglio | Washington Open 1994 Washington, USA 525 000 $ - Cemento Singolare - Doppio                           | Grant Connell Patrick Galbraith 6-2 6-3   | Jonas Björkman Jakob Hlasek    | David Wheaton Byron Black               | Michael Tebbutt Brett Steven Thomas Enqvist Aaron Krickstein     |
| 25 luglio | Canada Open 1994 Toronto, Canada 1 470 000 $ - Cemento Singolare - Doppio                             | Andre Agassi 6-4 6-4                      | Jason Stoltenberg              | Wayne Ferreira Jim Courier              | Sergi Bruguera MaliVai Washington Thomas Enqvist Richey Reneberg |
| 25 luglio | Canada Open 1994 Toronto, Canada 1 470 000 $ - Cemento Singolare - Doppio                             | Byron Black Jonathan Stark 7-6 7-6        | Patrick McEnroe Jared Palmer   | Wayne Ferreira Jim Courier              | Sergi Bruguera MaliVai Washington Thomas Enqvist Richey Reneberg |
| 25 luglio | Dutch Open 1994 Hilversum, Paesi Bassi 275 000 $ - Terra Singolare - Doppio                           | Karel Nováček 7-6 6-4 7–6(7)              | Richard Fromberg               | Alberto Berasategui Marcelo Ríos        | Renzo Furlan Sláva Doseděl Guy Forget Gilbert Schaller           |
| 25 luglio | Dutch Open 1994 Hilversum, Paesi Bassi 275 000 $ - Terra Singolare - Doppio                           | Daniel Orsanic Jan Siemerink 6-4 6-2      | David Adams Andrej Ol'chovskij | Alberto Berasategui Marcelo Ríos        | Renzo Furlan Sláva Doseděl Guy Forget Gilbert Schaller           |

### Agosto
| Settimana | Torneo | Vincitore                                  | Finalista                      | Semifinalisti                           | Eliminati ai quarti                                                    |
| --------- | --- | ------------------------------------------ | ------------------------------ | --------------------------------------- | ---------------------------------------------------------------------- |
| 1º agosto | Austrian Open 1994 Kitzbühel, Austria 375 000 $ - Terra Singolare - Doppio                                        | Goran Ivanišević 6-2 4-6 4-6 6-3 6-2       | Fabrice Santoro                | Tomás Carbonell Thomas Muster           | Fernando Meligeni Javier Sánchez Gilbert Schaller Oliver Gross         |
| 1º agosto | Austrian Open 1994 Kitzbühel, Austria 375 000 $ - Terra Singolare - Doppio                                        | David Adams Andrej Ol'chovskij 7-5 7-6     | Sergio Casal Emilio Sánchez    | Tomás Carbonell Thomas Muster           | Fernando Meligeni Javier Sánchez Gilbert Schaller Oliver Gross         |
| 1º agosto | ATP Praga 1994 Praga, Repubblica Ceca 340 000 $ - Terra Singolare - Doppio                                        | Sergi Bruguera 6-3 6-4                     | Andrij Medvedjev               | Albert Costa Sláva Doseděl              | Karel Nováček Andrej Česnokov Àlex Corretja Óscar Martínez             |
| 1º agosto | ATP Praga 1994 Praga, Repubblica Ceca 340 000 $ - Terra Singolare - Doppio                                        | Karel Nováček Mats Wilander W/O            | Tomáš Krupa Pavel Vízner       | Albert Costa Sláva Doseděl              | Karel Nováček Andrej Česnokov Àlex Corretja Óscar Martínez             |
| 1º agosto | Countrywide Classic 1994 Los Angeles, California, USA 288 750 $ - Cemento Singolare - Doppio                      | Boris Becker 6-2 6-2                       | Mark Woodforde                 | Richard Krajicek Jason Stoltenberg      | Jared Palmer Jan Apell Andre Agassi Karsten Braasch                    |
| 1º agosto | Countrywide Classic 1994 Los Angeles, California, USA 288 750 $ - Cemento Singolare - Doppio                      | John Fitzgerald Mark Woodforde 4-6 6-2 6-0 | Scott Davis Brian MacPhie      | Richard Krajicek Jason Stoltenberg      | Jared Palmer Jan Apell Andre Agassi Karsten Braasch                    |
| 8 agosto  | Cincinnati Open 1994 Cincinnati, Ohio, USA 1 470 000 $ - Cemento - 56S/28D Singolare - Doppio                     | Michael Chang 6-2 7-5                      | Stefan Edberg                  | David Wheaton Michael Stich             | Jim Courier Jason Stoltenberg Alex O'Brien Amos Mansdorf               |
| 8 agosto  | Cincinnati Open 1994 Cincinnati, Ohio, USA 1 470 000 $ - Cemento - 56S/28D Singolare - Doppio                     | Alex O'Brien Sandon Stolle 7-6 3-6 6-3     | Wayne Ferreira Mark Kratzmann  | David Wheaton Michael Stich             | Jim Courier Jason Stoltenberg Alex O'Brien Amos Mansdorf               |
| 8 agosto  | Internazionali di Tennis di San Marino 1994 San Marino, San Marino 275 000 $ - Terra - 32S/16D Singolare - Doppio | Carlos Costa 6-1 6-3                       | Oliver Gross                   | Marcelo Filippini Christophe Van Garsse | Alberto Berasategui Lars Jonsson Renzo Furlan Álex López Morón         |
| 8 agosto  | Internazionali di Tennis di San Marino 1994 San Marino, San Marino 275 000 $ - Terra - 32S/16D Singolare - Doppio | Neil Broad Greg Van Emburgh 6-4 7-6        | Jordi Arrese Renzo Furlan      | Marcelo Filippini Christophe Van Garsse | Alberto Berasategui Lars Jonsson Renzo Furlan Álex López Morón         |
| 15 agosto | RCA Championships 1994 Indianapolis, Indiana, USA 915 000 $ - Cemento - 56S/28D Singolare - Doppio                | Wayne Ferreira 6-2 6-1                     | Olivier Delaître               | Àlex Corretja Bernd Karbacher           | Thomas Enqvist Stefan Edberg Jonathan Stark Richey Reneberg            |
| 15 agosto | RCA Championships 1994 Indianapolis, Indiana, USA 915 000 $ - Cemento - 56S/28D Singolare - Doppio                | Todd Woodbridge Mark Woodforde 6-4 6-2     | Jim Grabb Richey Reneberg      | Àlex Corretja Bernd Karbacher           | Thomas Enqvist Stefan Edberg Jonathan Stark Richey Reneberg            |
| 15 agosto | ATP Volvo International 1994 New Haven, Connecticut, USA 915 000 $ - Cemento - 56S/28D Singolare - Doppio         | Boris Becker 6-3 7-5                       | Marc Rosset                    | Michael Stich Evgenij Kafel'nikov       | Patrick Rafter MaliVai Washington Marc-Kevin Goellner Andrij Medvedjev |
| 15 agosto | ATP Volvo International 1994 New Haven, Connecticut, USA 915 000 $ - Cemento - 56S/28D Singolare - Doppio         | Grant Connell Patrick Galbraith 6-3 7-6    | Jacco Eltingh Paul Haarhuis    | Michael Stich Evgenij Kafel'nikov       | Patrick Rafter MaliVai Washington Marc-Kevin Goellner Andrij Medvedjev |
| 22 agosto | Waldbaum's Hamlet Cup 1994 Long Island, New York, USA 288 750 $ - Cemento - 32S/16D Singolare - Doppio            | Evgenij Kafel'nikov 5-7 6-1 6-2            | Cédric Pioline                 | Richey Reneberg Renzo Furlan            | Karel Nováček Michael Chang Todd Martin MaliVai Washington             |
| 22 agosto | Waldbaum's Hamlet Cup 1994 Long Island, New York, USA 288 750 $ - Cemento - 32S/16D Singolare - Doppio            | Olivier Delaître Guy Forget 6-4 7-6        | Andrew Florent Mark Petchey    | Richey Reneberg Renzo Furlan            | Karel Nováček Michael Chang Todd Martin MaliVai Washington             |
| 22 agosto | Schenectady Open 1994 Schenectady, New York, USA 288 750 $ - Cemento - 32S/16D Singolare - Doppio                 | Jacco Eltingh 6-3 6-4                      | Chuck Adams                    | Jonas Björkman Jörn Renzenbrink         | Younes El Aynaoui Thomas Enqvist Marc-Kevin Goellner Jan Apell         |
| 22 agosto | Schenectady Open 1994 Schenectady, New York, USA 288 750 $ - Cemento - 32S/16D Singolare - Doppio                 | Jan Apell Jonas Björkman 6-4 7-6           | Jacco Eltingh Paul Haarhuis    | Jonas Björkman Jörn Renzenbrink         | Younes El Aynaoui Thomas Enqvist Marc-Kevin Goellner Jan Apell         |
| 22 agosto | Croatia Open Umag 1994 Umago, Croazia 375 000 $ - Terra - 32S/16D Singolare - Doppio                              | Alberto Berasategui 6-2 6-4                | Karol Kučera                   | Jordi Arrese Horst Skoff                | Gabriel Markus Hernán Gumy Emilio Benfele Álvarez Emilio Sánchez       |
| 22 agosto | Croatia Open Umag 1994 Umago, Croazia 375 000 $ - Terra - 32S/16D Singolare - Doppio                              | Diego Pérez Francisco Roig 6-2 6-4         | Karol Kučera Paul Wekesa       | Jordi Arrese Horst Skoff                | Gabriel Markus Hernán Gumy Emilio Benfele Álvarez Emilio Sánchez       |
| 29 agosto | US Open 1994 New York, USA Grand Slam 4 100 800 $ - Cemento - 128S/64D Singolare - Doppio - Doppio misto          | Andre Agassi 6-1 7–6(5) 7-5                | Michael Stich                  | Karel Nováček Todd Martin               | Jaime Yzaga Jonas Björkman Thomas Muster Bernd Karbacher               |
| 29 agosto | US Open 1994 New York, USA Grand Slam 4 100 800 $ - Cemento - 128S/64D Singolare - Doppio - Doppio misto          | Jacco Eltingh Paul Haarhuis 6-3 7-6        | Todd Woodbridge Mark Woodforde | Karel Nováček Todd Martin               | Jaime Yzaga Jonas Björkman Thomas Muster Bernd Karbacher               |

### Settembre
| Settimana    | Torneo                                                                                                   | Vincitore                            | Finalista                          | Semifinalisti                   | Eliminati ai quarti                                              |
| ------------ | --- | ------------------------------------ | ---------------------------------- | ------------------------------- | ---------------------------------------------------------------- |
| 12 settembre | Romanian Open 1994 Bucarest, Romania 525 000 $ - Terra - 32S/16D Singolare - Doppio                      | Franco Davín 6-2 6-4                 | Goran Ivanišević                   | Renzo Furlan Albert Costa       | Àlex Corretja Thomas Muster Marcos Górriz Karol Kučera           |
| 12 settembre | Romanian Open 1994 Bucarest, Romania 525 000 $ - Terra - 32S/16D Singolare - Doppio                      | Wayne Arthurs Simon Youl 6-4 6-4     | Jordi Arrese Jose Antonio Conde    | Renzo Furlan Albert Costa       | Àlex Corretja Thomas Muster Marcos Górriz Karol Kučera           |
| 12 settembre | ATP Bordeaux 1994 Bordeaux, Francia 375 000 $ - Terra - 32S/16D Singolare - Doppio                       | Wayne Ferreira 6-0 7-5               | Jeff Tarango                       | Marc Rosset Guy Forget          | Guillaume Raoux Fabrice Santoro Cédric Pioline Olivier Delaître  |
| 12 settembre | ATP Bordeaux 1994 Bordeaux, Francia 375 000 $ - Terra - 32S/16D Singolare - Doppio                       | Olivier Delaître Forget 6-2 2-6 7-5  | Nargiso Raoux                      | Marc Rosset Guy Forget          | Guillaume Raoux Fabrice Santoro Cédric Pioline Olivier Delaître  |
| 12 settembre | Colombia Open 1994 Bogotà, Colombia 288 750 $ - Terra - 32S/16D Singolare - Doppio                       | Nicolás Pereira 6-3 3-6 6-4          | Mauricio Hadad                     | Karel Nováček Miguel Tobon      | Fernando Meligeni Daniel Nestor Sergio Cortés Christian Miniussi |
| 12 settembre | Colombia Open 1994 Bogotà, Colombia 288 750 $ - Terra - 32S/16D Singolare - Doppio                       | Mark Knowles Daniel Nestor 6-4 7-6   | Luke Jensen Murphy Jensen          | Karel Nováček Miguel Tobon      | Fernando Meligeni Daniel Nestor Sergio Cortés Christian Miniussi |
| 26 settembre | Campionati Internazionali di Sicilia 1994 Palermo, Italia 290 000 $ - Terra - 32S/16D Singolare - Doppio | Alberto Berasategui 2-6 7–6(6) 6-4   | Àlex Corretja                      | Sláva Doseděl Emilio Sánchez    | Oliver Gross Francisco Clavet Jordi Arrese Gilbert Schaller      |
| 26 settembre | Campionati Internazionali di Sicilia 1994 Palermo, Italia 290 000 $ - Terra - 32S/16D Singolare - Doppio | Tom Kempers Jack Waite 7-6 6-4       | Neil Broad Greg Van Emburgh        | Sláva Doseděl Emilio Sánchez    | Oliver Gross Francisco Clavet Jordi Arrese Gilbert Schaller      |
| 26 settembre | Kuala Lumpur Open 1994 Kuala Lumpur, Malaysia 375 000 $ - Sintetico (i) - 32S/16D Singolare - Doppio     | Jacco Eltingh 7-6(1) 2-6 6-4         | Andrej Ol'chovskij                 | Alexander Mronz Todd Woodbridge | Shūzō Matsuoka Gianluca Pozzi Leander Paes Adam Malik            |
| 26 settembre | Kuala Lumpur Open 1994 Kuala Lumpur, Malaysia 375 000 $ - Sintetico (i) - 32S/16D Singolare - Doppio     | Jacco Eltingh Paul Haarhuis 6-0 7-5  | Nicklas Kulti Lars-Anders Wahlgren | Alexander Mronz Todd Woodbridge | Shūzō Matsuoka Gianluca Pozzi Leander Paes Adam Malik            |
| 26 settembre | Swiss Indoors 1994 Basilea, Svizzera 775 000 $ - Cemento (i) - 32S/16D Singolare - Doppio                | Wayne Ferreira 4-6 6-2 7–6(7) 6-3    | Patrick McEnroe                    | Cristiano Caratti Guy Forget    | Michael Stich Lionel Roux Marc Rosset Jared Palmer               |
| 26 settembre | Swiss Indoors 1994 Basilea, Svizzera 775 000 $ - Cemento (i) - 32S/16D Singolare - Doppio                | Patrick McEnroe Jared Palmer 6-3 7-6 | Lan Bale John-Laffnie de Jager     | Cristiano Caratti Guy Forget    | Michael Stich Lionel Roux Marc Rosset Jared Palmer               |

### Ottobre
| Settimana  | Torneo | Vincitore                                    | Finalista                         | Semifinalisti                      | Eliminati ai quarti                                           |
| ---------- | --- | -------------------------------------------- | --------------------------------- | ---------------------------------- | ------------------------------------------------------------- |
| 3 ottobre  | Grand Prix de Tennis de Toulouse 1994 Tolosa, Francia 375 000 $ - Cemento (i) - 32S/16D Singolare - Doppio | Magnus Larsson 6-1 6-3                       | Jared Palmer                      | Andrej Česnokov Bernd Karbacher    | Guy Forget Cédric Pioline Arnaud Boetsch Olivier Delaître     |
| 3 ottobre  | Grand Prix de Tennis de Toulouse 1994 Tolosa, Francia 375 000 $ - Cemento (i) - 32S/16D Singolare - Doppio | Menno Oosting Daniel Vacek 7-6 6-7 6-3       | Patrick McEnroe Jared Palmer      | Andrej Česnokov Bernd Karbacher    | Guy Forget Cédric Pioline Arnaud Boetsch Olivier Delaître     |
| 3 ottobre  | Athens Open 1994 Atene, Grecia 188 750 $ - Terra - 32S/16D Singolare - Doppio                              | Alberto Berasategui 4-6 7–6(4) 6-3           | Óscar Martínez                    | Francisco Clavet Àlex Corretja     | Marcos Ondruska Javier Sánchez Carsten Arriens Jordi Arrese   |
| 3 ottobre  | Athens Open 1994 Atene, Grecia 188 750 $ - Terra - 32S/16D Singolare - Doppio                              | Luis Lobo Javier Sánchez 5-7 6-1 6-4         | Cristian Brandi Federico Mordegan | Francisco Clavet Àlex Corretja     | Marcos Ondruska Javier Sánchez Carsten Arriens Jordi Arrese   |
| 3 ottobre  | Australian Indoor Championships 1994 Sydney, Australia 895 000 $ - Cemento - 32S/16D Singolare - Doppio    | Richard Krajicek 7–6(5) 7–6(7) 2-6 6-3       | Boris Becker                      | Patrick Rafter Mark Woodforde      | Jeff Tarango Aaron Krickstein Nicklas Kulti Jonathan Stark    |
| 3 ottobre  | Australian Indoor Championships 1994 Sydney, Australia 895 000 $ - Cemento - 32S/16D Singolare - Doppio    | Jacco Eltingh Paul Haarhuis 6-4 7-6          | Byron Black Jonathan Stark        | Patrick Rafter Mark Woodforde      | Jeff Tarango Aaron Krickstein Nicklas Kulti Jonathan Stark    |
| 10 ottobre | Tokyo Indoor 1994 Tokyo, Giappone 895 000 $ - Sintetico (i) - 32S/16D Singolare - Doppio                   | Goran Ivanišević 6-4 6-4                     | Michael Chang                     | Stefan Edberg Jacco Eltingh        | Richard Krajicek Brett Steven Todd Martin Jonathan Stark      |
| 10 ottobre | Tokyo Indoor 1994 Tokyo, Giappone 895 000 $ - Sintetico (i) - 32S/16D Singolare - Doppio                   | Grant Connell Patrick Galbraith 4-6 7-6 7-6  | Byron Black Jonathan Stark        | Stefan Edberg Jacco Eltingh        | Richard Krajicek Brett Steven Todd Martin Jonathan Stark      |
| 10 ottobre | Ostrava Open 1994 Ostrava, Repubblica Ceca 290 000 $ - Sintetico (i) - 32S/16D Singolare - Doppio          | MaliVai Washington 4-6 6-3 6-3               | Arnaud Boetsch                    | Martin Damm Diego Nargiso          | Jeremy Bates Kenneth Carlsen Jonas Svensson Jan Siemerink     |
| 10 ottobre | Ostrava Open 1994 Ostrava, Repubblica Ceca 290 000 $ - Sintetico (i) - 32S/16D Singolare - Doppio          | Martin Damm Karel Nováček 6-4 1-6 6-3        | Gary Muller Piet Norval           | Martin Damm Diego Nargiso          | Jeremy Bates Kenneth Carlsen Jonas Svensson Jan Siemerink     |
| 10 ottobre | Tel Aviv Open 1994 Tel Aviv, Israele 250 000 $ - Cemento - 32S/16D Singolare - Doppio                      | Wayne Ferreira 7–6(4) 6-3                    | Amos Mansdorf                     | Thomas Muster Fabrice Santoro      | Jonas Björkman Luiz Mattar Andrej Čerkasov Marcos Ondruska    |
| 10 ottobre | Tel Aviv Open 1994 Tel Aviv, Israele 250 000 $ - Cemento - 32S/16D Singolare - Doppio                      | Lan Bale John-Laffnie de Jager 6-7 6-2 7-6   | Jan Apell Jonas Björkman          | Thomas Muster Fabrice Santoro      | Jonas Björkman Luiz Mattar Andrej Čerkasov Marcos Ondruska    |
| 17 ottobre | Vienna Open 1994 Vienna, Austria 375 000 $ - Sintetico (i) - 32S/16D Singolare - Doppio                    | Andre Agassi 7–6(4) 4-6 6-2 6-3              | Michael Stich                     | Goran Ivanišević Thomas Muster     | Arne Thoms Andrea Gaudenzi Petr Korda Jan Siemerink           |
| 17 ottobre | Vienna Open 1994 Vienna, Austria 375 000 $ - Sintetico (i) - 32S/16D Singolare - Doppio                    | Bauer David Rikl 7-6 6-4                     | Alex Antonitsch Greg Rusedski     | Goran Ivanišević Thomas Muster     | Arne Thoms Andrea Gaudenzi Petr Korda Jan Siemerink           |
| 17 ottobre | Grand Prix de Tennis de Lyon 1994 Lione, Francia 575 000 $ - Sintetico (i) - 32S/16D Singolare - Doppio    | Marc Rosset 6-4 7–6(2)                       | Jim Courier                       | Andrij Medvedjev Andrej Česnokov   | Patrick Rafter Wayne Ferreira Lionel Roux Evgenij Kafel'nikov |
| 17 ottobre | Grand Prix de Tennis de Lyon 1994 Lione, Francia 575 000 $ - Sintetico (i) - 32S/16D Singolare - Doppio    | Jakob Hlasek Evgenij Kafel'nikov 6-7 7-6 7-6 | Martin Damm Patrick Rafter        | Andrij Medvedjev Andrej Česnokov   | Patrick Rafter Wayne Ferreira Lionel Roux Evgenij Kafel'nikov |
| 17 ottobre | China Open 1994 Pechino, Cina 295 000 $ - Sintetico (i) - 32S/16D Singolare - Doppio                       | Michael Chang 7-5 7-5                        | Anders Järryd                     | Brett Steven David Adams           | Alexander Mronz Andrej Ol'chovskij Tomas Nydahl Albert Chang  |
| 17 ottobre | China Open 1994 Pechino, Cina 295 000 $ - Sintetico (i) - 32S/16D Singolare - Doppio                       | Tommy Ho Kent Kinnear 7-6 6-3                | David Adams Andrej Ol'chovskij    | Brett Steven David Adams           | Alexander Mronz Andrej Ol'chovskij Tomas Nydahl Albert Chang  |
| 24 ottobre | Stockholm Open 1994 Stoccolma, Svezia 1 470 000 $ - Sintetico (i) - 32S/16D Singolare - Doppio             | Boris Becker 4-6 6-4 6-3 7–6(4)              | Goran Ivanišević                  | Pete Sampras Evgenij Kafel'nikov   | Magnus Larsson Michael Stich Sergi Bruguera Andre Agassi      |
| 24 ottobre | Stockholm Open 1994 Stoccolma, Svezia 1 470 000 $ - Sintetico (i) - 32S/16D Singolare - Doppio             | Todd Woodbridge Mark Woodforde 6-4 4-6 6-3   | Jan Apell Jonas Björkman          | Pete Sampras Evgenij Kafel'nikov   | Magnus Larsson Michael Stich Sergi Bruguera Andre Agassi      |
| 24 ottobre | Movistar Open 1994 Santiago, Cile 188 750 $ - Terra - 48S/24D Singolare - Doppio                           | Alberto Berasategui 6-3 6-4                  | Francisco Clavet                  | Sláva Doseděl Àlex Corretja        | Javier Frana Jordi Arrese Fernando Meligeni Franco Davín      |
| 24 ottobre | Movistar Open 1994 Santiago, Cile 188 750 $ - Terra - 48S/24D Singolare - Doppio                           | Karel Nováček Mats Wilander 4-6 7-6 7-6      | Tomás Carbonell Francisco Roig    | Sláva Doseděl Àlex Corretja        | Javier Frana Jordi Arrese Fernando Meligeni Franco Davín      |
| 31 ottobre | Paris Open 1994 Parigi, Francia 2 000 000 $ - Sintetico (i) - 48S/24D Singolare - Doppio                   | Andre Agassi 6-3 6-3 4-6 7-5                 | Marc Rosset                       | Sergi Bruguera Michael Chang       | Pete Sampras Petr Korda Boris Becker Goran Ivanišević         |
| 31 ottobre | Paris Open 1994 Parigi, Francia 2 000 000 $ - Sintetico (i) - 48S/24D Singolare - Doppio                   | Jacco Eltingh Paul Haarhuis 6-4 6-3          | Byron Black Jonathan Stark        | Sergi Bruguera Michael Chang       | Pete Sampras Petr Korda Boris Becker Goran Ivanišević         |
| 31 ottobre | ATP Montevideo 1994 Montevideo, Uruguay 188 750 $ - Terra - 48S/24D Singolare - Doppio                     | Alberto Berasategui 6-4 6-0                  | Francisco Clavet                  | Gilbert Schaller Marcelo Filippini | Fabrice Santoro Karel Nováček Gabriel Markus Adrian Voinea    |
| 31 ottobre | ATP Montevideo 1994 Montevideo, Uruguay 188 750 $ - Terra - 48S/24D Singolare - Doppio                     | Marcelo Filippini Luiz Mattar 7-6 6-4        | Sergio Casal Emilio Sánchez       | Gilbert Schaller Marcelo Filippini | Fabrice Santoro Karel Nováček Gabriel Markus Adrian Voinea    |

### Novembre
| Settimana   | Torneo | Vincitore                            | Finalista                           | Semifinalisti                  | Eliminati ai quarti                                              |
| ----------- | --- | ------------------------------------ | ----------------------------------- | ------------------------------ | ---------------------------------------------------------------- |
| 7 novembre  | ATP Buenos Aires 1994 Buenos Aires, Argentina 288 750 $ Terra Singolare - Doppio                              | Àlex Corretja 6-3 5-7 7–6(5)         | Javier Frana                        | Francisco Clavet Karel Nováček | Alberto Berasategui Luiz Mattar Sláva Doseděl Juan Albert Viloca |
| 7 novembre  | ATP Buenos Aires 1994 Buenos Aires, Argentina 288 750 $ Terra Singolare - Doppio                              | Sergio Casal Emilio Sánchez 6-3 6-2  | Tomás Carbonell Francisco Roig      | Francisco Clavet Karel Nováček | Alberto Berasategui Luiz Mattar Sláva Doseděl Juan Albert Viloca |
| 7 novembre  | Kremlin Cup 1994 Mosca, Russia 1 100 000 $ - Sintetico (i) - 32S/16D Singolare - Doppio                       | Aleksandr Volkov 6-2 6-4             | Chuck Adams                         | Jacco Eltingh Marc Rosset      | Petr Korda Daniel Vacek Evgenij Kafel'nikov Carl-Uwe Steeb       |
| 7 novembre  | Kremlin Cup 1994 Mosca, Russia 1 100 000 $ - Sintetico (i) - 32S/16D Singolare - Doppio                       | Jacco Eltingh Paul Haarhuis Walkover | David Adams Andrej Ol'chovskij      | Jacco Eltingh Marc Rosset      | Petr Korda Daniel Vacek Evgenij Kafel'nikov Carl-Uwe Steeb       |
| 7 novembre  | European Community Championship 1994 Anversa, Belgio 1 100 000 $ - Sintetico (i) - 32S/16D Singolare - Doppio | Pete Sampras 7–6(5) 6-4              | Magnus Larsson                      | Jared Palmer Olivier Delaître  | Byron Black Patrick Rafter Jonas Björkman Sébastien Lareau       |
| 7 novembre  | European Community Championship 1994 Anversa, Belgio 1 100 000 $ - Sintetico (i) - 32S/16D Singolare - Doppio | Jan Apell Jonas Björkman 4-6 6-1 6-2 | Hendrik Jan Davids Sébastien Lareau | Jared Palmer Olivier Delaître  | Byron Black Patrick Rafter Jonas Björkman Sébastien Lareau       |
| 15 novembre | ATP Tour World Championships 1994 Francoforte, Germania Sintetico indoor Singolare - Doppio                   | Pete Sampras 4-6 6-3 7-5 6-4         | Boris Becker                        | Andre Agassi Sergi Bruguera    | Michael Chang Alberto Berasategui Stefan Edberg Goran Ivanišević |

### Dicembre
| Settimana  | Torneo                                                                                         | Vincitore                            | Finalista    | Semifinalisti                | Eliminati ai quarti                                    |
| ---------- | ---------------------------------------------------------------------------------------------- | ------------------------------------ | ------------ | ---------------------------- | ------------------------------------------------------ |
| 6 dicembre | Grand Slam Cup 1994 Monaco di Baviera, Germania \|Grand Slam Cup Sintetico (i) - 16S Singolare | Magnus Larsson 7–6(6) 4-6 7–6(5) 6-4 | Pete Sampras | Todd Martin Goran Ivanišević | Andre Agassi Sergi Bruguera Boris Becker Michael Chang |

## Debutti
- Wayne Black
- Thomas Johansson
- Marcelo Ríos